# Fort Green
Fort Green ist  ein census-designated place (CDP) im Hardee County im US-Bundesstaat Florida. Das U.S. Census Bureau hat bei der Volkszählung 2020 eine Einwohnerzahl von 78 ermittelt. 

## Geographie
Fort Green liegt rund 15 km westlich von Wauchula sowie etwa 80 km südöstlich von Tampa.

## Demographische Daten
Laut der Volkszählung 2010 verteilten sich die damaligen 101 Einwohner auf 64 Haushalte. 96,0 % der Bevölkerung bezeichneten sich als Weiße. 3,0 % gaben die Angehörigkeit zu einer anderen Ethnie und 1,0 % zu mehreren Ethnien an. 13,9 % der Bevölkerung bestand aus Hispanics oder Latinos.
Im Jahr 2010 lebten in 45,5 % aller Haushalte Kinder unter 18 Jahren sowie 27,3 % aller Haushalte Personen mit mindestens 65 Jahren. 90,9 % der Haushalte waren Familienhaushalte (bestehend aus verheirateten Paaren mit oder ohne Nachkommen bzw. einem Elternteil mit Nachkomme). Die durchschnittliche Größe eines Haushalts lag bei 3,06 Personen und die durchschnittliche Familiengröße bei 3,17 Personen.
29,6 % der Bevölkerung waren jünger als 20 Jahre, 24,7 % waren 20 bis 39 Jahre alt, 24,8 % waren 40 bis 59 Jahre alt und 20,9 % waren mindestens 60 Jahre alt. Das mittlere Alter betrug 38 Jahre. 45,5 % der Bevölkerung waren männlich und 54,4 % weiblich.
Das durchschnittliche Jahreseinkommen lag bei 86.000 $, dabei lebten 14,5 % der Bevölkerung unter der Armutsgrenze.